# بیلی جی
بیلی جی (انگلیسی: Bailey Jay؛ زاده ۵ نوامبر ۱۹۸۸) بازیگر پورنوگرافی تراجنسیتی اهل ایالات متحده آمریکا است.
او یک زن ترنس است.

## اوایل زندگی
گرنجر اولین لباس متقابل خود را در سن ۱۵ سالگی آغاز کرد. در سال ۲۰۰۷، در جشنواره انیمه Otakon، بیلی سینه‌های خود را (در آن زمان هنوز بدون ایمپلنت سیلیکونی) نشان داد، همراه با عبارت "همه چیز خوب است. من یک پسرم. جدی» (به انگلیسی: no problem. I am a boy. seriously) این ویدیو در اینترنت به پایان رسید و در سایت‌هایی مانند یوتیوب با نام «تله خط» به شهرت رسید.

## حرفه
جی در سال‌های ۲۰۱۱ و ۲۰۱۲ برنده جایزه AVN برای مجری تراجنسیتی سال شد. او همچنین میزبان پادکست The Bailey Jay Show (رادیو Bailey Jay سابق) با همسرش، عکاس متیو ترهون، پادکست The Trans Witching Hour با Bailey Jay (که سابقاً مربی جنسیتی با Bailey Jay بود) را بر عهده داشت. با معنویت، پادکست Blood Lust با مضمون ترسناک با بیلی جی و همچنین میزبان پادکست مشاوره تراجنسیتی و ترنسکشوالی Sugar and Spice (رادیو جنسی سوم سابق) با جن ریچاردز از We Happy Trans.
در سال ۲۰۱۴ او به عنوان مجری برای Vice Media در نمایش جیم نورتون کار کرد. او قبل از لغو برنامه در هر چهار قسمت به عنوان مجری مشترک ظاهر شد.

## جوایز و نامزدها
- جایزه AVN 2011 - مجری تراجنسی سال[۴]
- جایزه AVN 2012 - مجری تراجنسی سال[۵]
- نامزدی جایزه XBIZ در سال ۲۰۱۱ - مجری تراجنسی سال[۶]
- نامزدی جایزه XBIZ 2012 - مجری تراجنسی سال[۷]